# Антонюк Валерій Юрійович
Вале́рій Ю́рійович Антоню́к (11 серпня 1979, с. Деренковець Корсунь-Шевченківського р-ну Черкаської обл.) — український композитор, піаніст, мультиінструменталіст, естрадний співак, поет. Син народної артистки України Валентини Антонюк.

## Освіта
Перші уроки композиції отримав у Віталія Кирейка. У 1998 закінчив народний відділ КВДМУ ім. Р. М. Глієра у Володимира Слінченка (сопілка, цимбали), в 2003 — композиторський факультет НМАУ (Національна музична академія України), а в 2008 — творчу асистентуру (клас композиції та оркестрування) у професора, народного артиста України Геннадія Ляшенка. Як піаніст навчався у професора Юрія Глущенка.

## Нагороди
Лауреат Міжнародного конкурсу ім. С. С. Прокоф'єва «Україна-2000» (на батьківщині композитора). Гран-прі ІІ-го конкурсу «Солоспів» (музика в кіно) VIII-го Київського Міжнародного фестивалю документальних фільмів «Кінолітопис-2009». Міжнародна відзнака в кіномистецтві «Дебют» (2011). Золота медаль ІХ Київського Міжнародного фестивалю документальних фільмів «Кінолітопис-2010».
Лауреат Премії ім. Л. М. Ревуцького (2010) за композиторську творчість. Лауреат Премії ім. Б. М. Лятошинського (2018) за твір Симфонія № 7 «Маскарад Непобачених Снів» (присвячується невинним жертвам воєн і терору, 2016 рік). Лауреат Конкурсу композиторів ICM 2019 на створення обов'язкового твору для IV Відкритого конкурсу піаністів «Інтерпретація сучасної музики» «Соната».

## Членство
Член Національної Спілки композиторів України (2004).
Член товариств авторських прав на виконання BMI (США, 2007) та MCPS (Велика Британія, 2008).

## Творчий досвід
Музика Валерія Антонюка неодноразово звучала на міжнародних фестивалях сучасної академічної музики «Контрасти», «Форум музики молодих», «Музичні Прем'єри Сезону», «Київ Музик Фест», а також авторських концертах заслуженої артистки України Валентини Антонюк «Антологія українського солоспіву», де він виступає як композитор і піаніст.
Співпрацює з відомими в Україні, та за її межами симфонічними, хоровими, камерними колективами:
Національним симфонічним оркестром України (диригенти — Володимир Сіренко, Наталія Пономарчук, Віктор Плоскіна; Академічним симфонічним оркестром Національної філармонії України (диригент Мирослав Скорик), Заслуженим академічним симфонічним оркестром Національної радіокомпанії України (диригенти — Володимир Шейко, Вікторія Жадько);
Державним Академічним Естрадно-симфонічним оркестром України (диригент — Микола Лисенко); Болгарським Фільм Оркестром /The Bulgarian Film Orchestra/ (диригент — Герхард Нархольц); Державним симфонічним оркестром Грузії, відомим також як Georgian Philharmonic Orchestra (диригент Ніколоз Рачвелі), Класичним Оркестром Мадейри (диригент Пабло Урбіна); Національним камерним ансамблем Київські Солісти (дириггент Ігор Пучков, альтист Олександр Лагоша); Камерним оркестром Миколаївської обласної філармонії  ARS-NOVA (диригент Вікторія Жадько); Національним ансамблем солістів «Київська камерата» (диригенти Валерій Матюхін, Олег Марінченко); Академічним камерним оркестром Вінницької обласної філармонії «Арката» (диригент Георгій Курков); органістами Надією Величко, Тетяною Сєдовою, Ганною Бубновою, Георгієм Курковим (Україна), Марта Мішталь Блох (Польща - Іспанія); Піаністами Дмитром Півненком, Катериною Баженовою (Україна); Вокалістами Валентиною Матюшенко, Валерією Туліс, Людмилою Артюховою, Оленою Кумановською,  Дмитром Агеєвим, Іванною Пліш, Тетяною Гавриленко (Україна); Гітаристкою Анастасією Царіковою (Україна); Арфісткою Веронікою Лемішенко (Україна); Бас-кларнетистом Фабріціо Барделлі (Італія); Фаготистом Захарієм Сеником (Канада), Струнними квартетами «Collegium», «Archi» (диригент Ігор Андрієвський); камерним хором «Кредо» (диригент — Богдан Пліш); Капелою ім. Лятошинського (диригент - Богдан Пліш); 
Академічним камерним хором «Хрещатик» (диригент — Павло Струць). Валентина Антонюк, відома українська співачка (лірико-драматичне сопрано), професор НМГУ ім. П. І. Чайковського, є першим виконавцем і яскравим пропагандистом музики Валерія Антонюка.
Має професійні студійні записи своїх симфонічних і вокально-симфонічних творів, записаних на фонди Національної радіокомпанії України. Виступає у прямому ефірі радіоканалу «Культура».
Японське видавництво Da Vinci Edition видає ексклюзивно всі симфонії, інструментальні концерти, вокально-симфонічні, хорові, камерні, органні партитури, твори для дітей з 2017 року. Американське видавництво Lorenz видає ексклюзивно партитури деяких творів для органа соло з 2015 року. Американське видавництво Alea Publishing & Recording видає ексклюзивно партитури творів для Бас кларнету соло та різних складів кларнетів з 2016 року. 
Автор музичного оформлення Київського Міжнародного фестивалю документальних фільмів «Кінолітопис».
Різножанрову музику Валерія Антонюка ексклюзивно видають музичні бібліотеки (production music libraries): Sonoton (Німеччина), Manhattan Production Music (США), Sound Ideas (Канада), Epitome Music (США), Fable Music (Австралія), Audiosparx (США), Jingle Punks (США).
Роботи: симфонічна, хорова, камерна, вокально-інструментальна музика, оркестрові мініатюри: всього написано близько 700 творів.
Композитор В. Антонюк із самого початку діяльності створює художнє поле задля знаходження відповідей на виклики часу. У своїй симфонічній музиці він відтворює значні соціальні події через звуки натовпу та революційні гасла; інструменти його оркестру часто немов артикулюють мовні звороти. Його воєнні симфонії передають оркестровими засобами батальні сцени й тишу після них; трагічність втрат і віру в перемогу. Назви й зміст його творів промовисто стверджують активну соціальну позицію автора, – сучасного українського композитора й громадянина.

## Основні твори
- «Звучання присутнє» для симфонічного оркестру — 2003 (дипломна робота); https://www.youtube.com/watch?v=zsqlO_Y6eZM [Архівовано 22 вересня 2020 у Wayback Machine.]
- Симфонія № 1 «Гармонія Руху» — 2011; https://www.youtube.com/watch?v=qkcCCSq-sJc
- Симфонія № 2 «Фанфари» — 2012 (записано на фонди Національної радіокомпанії України); https://www.youtube.com/watch?v=a9BDAVzhcQ4
- Симфонія № 3 «Передбачувана Музика» — 2013; https://www.youtube.com/watch?v=nde3zurn5WQ [Архівовано 23 березня 2022 у Wayback Machine.]
- Симфонія № 4 «Система Бажань» — 2014; https://www.youtube.com/watch?v=atlsst9xI7M [Архівовано 20 листопада 2020 у Wayback Machine.]
- Симфонія № 5 «Про Війну» — 2014; https://www.youtube.com/watch?v=jOzdqbZBwe8 [Архівовано 23 березня 2022 у Wayback Machine.]
- Симфонія № 6 «Лемент Над Прірвою» для симфонічного оркестру — 2014—2015; https://www.youtube.com/watch?v=4iufj8lHoQs [Архівовано 23 березня 2022 у Wayback Machine.]
- Симфонія № 7 «Маскарад Непобачених Снів» (присвячується невинним жертвам воєн і терору) для симфонічного оркестру — 2015—2016; https://soundcloud.com/valeriy-antonyuk/symphony-7-masquerade-of-not-seen-dreams-dedicated-to-innocent-victims-of-wars-and
- Симфонія № 8 «Театр Післязвуч» — 2016—2017; https://www.youtube.com/watch?v=S8xQdXweQQg
- Симфонія № 9 «Сонячні Містерії» — 2017—2020; https://www.youtube.com/watch?v=lfKZmhmyZ90
- Симфонічна балада «Вартові волі» — 2023—2024; https://www.youtube.com/watch?v=JniIUVVR084&t=931s
- «Танці Часу, Що Минає» для симфонічного оркестру, 2016;
- Концерт для фортепіано та симфонічного оркестру — 2007 (записано на фонди Національної радіокомпанії України); https://soundcloud.com/valeriy-antonyuk/piano-concerto-1
- Концерт для альта й симфонічного оркестру, 2015—2017; https://www.youtube.com/watch?v=yXe3WXDkZCA
- Концерт для скрипки й симфонічного оркестру , 2015—2017;
- Концерт для кларнету й симфонічного оркестру, 2017—2018;
- Концерт для віолончелі й симфонічного оркестру, 2018;
- Кантата в п'яти частинах для сопрано та симфонічного оркестру на слова Ф. Г. Лорки (український переклад М. Лукаша) (записано на фонди Національної радіокомпанії України) — 2005; https://www.reverbnation.com/valeriyantonyuk/song/30370583-cantata-in-5-parts-for-soprano
- Кантата в п'яти частинах для сопрано та симфонічного оркестру на слова Ф. Г. Лорки (2-га ред. — мовою оригіналу) — 2007—2011; https://www.youtube.com/watch?v=gjDo_j4USfo [Архівовано 17 листопада 2020 у Wayback Machine.]
- «Чотири вірші В. Стуса для сопрано та симфонічного оркестру» (записано на фонди Національної радіокомпанії України);- 2007; https://www.reverbnation.com/valeriyantonyuk/song/30275733-valeriy-antonyuk-four-verses-by
- "Поставлю хату", номер з циклу «Вісім віршів Тараса Шевченка для змішаного хору a capella» — 2014 - 2023; https://www.youtube.com/watch?v=ds_0TNy5rpg
- «Вісім віршів Тараса Шевченка для змішаного хору a capella» — 2014 - 2023;
- Кантата в п'яти частинах для змішаного хору на вірші Тараса Шевченка — 2008; https://soundcloud.com/valeriy-antonyuk/kantata-v-5-chastinakh-na-vrsh-t-g-shevchenka-dlya-mshanogo-khoru-a-cappella
- «Заповіт» на вірші Тараса Шевченка для змішаного хору — 2010 ; https://soundcloud.com/valeriy-antonyuk/zapovt-na-vrsh-t-g-shevchenka
- «Херувимська Пісня», «Отче Наш» для змішаного хору — 2012; https://www.youtube.com/watch?v=S2AN4ObdmTw
- «Сумні пейзажі» — цикл в п'яти частинах для змішаного хору на слова Поля Верлена (український переклад М. Лукаша) — 2001;
- «Алілуя» для змішаного хору — 2012;
- «Аве Марія» —  для дуету сопрано, баритона та органу — 2022;
- «Гламурний Вальс» для симфонічного оркестру — 1996—2008; https://soundcloud.com/valeriy-antonyuk/glamor-waltz-for-symphony-orchestra [Архівовано 13 квітня 2017 у Wayback Machine.]
- «Святковий танець» для квартету гітар — 1996—2018;
- «Тема та шість перетворень» для фортепіанного квінтету — 2000;
- «Тема і шість варіацій» для фортепіано — 1998—2015;
- «Стани»;— 7 прелюдій для фортепіано — 1998;
- «Секвенції» для струнного квартету — 2008;
- «Наближення літа» для гітари з флейтою — 2006;
- «Прелюдія, п'ять реінкарнацій і постлюдія» для альта і фортепіано — 2005; https://www.youtube.com/watch?v=C96yatN5MOs
- Соната для фортепіано — 2000—2018; https://www.youtube.com/watch?v=WUsQZoBgLs0
- Соната для віолончелі соло — 2010;
- Соната для гобоя соло «Дивні Танці» — 2005; https://www.youtube.com/watch?v=7SuAZCuosJQ
- «Північне Сяйво» для бас кларнета соло — 2010;
- «Мозаїка» для 3-х кларнетів (in B, in Es, Basso Clarinetto), фортепіано, скрипки та віолончелі — 2010—2018;
- «Одинадцять дитячих п'єс легкої та середньої складності для фортепіано» — 1997—2018;
- «Драматичний момент» для фортепіано — 2014;
- «Sempre Piano» для фортепіано — 2018;
- «Poco Diminuendo» для фортепіано — 2018; https://www.youtube.com/watch?v=Ad9EqQZ28F8
- «Largo» для віолончелі та фортепіано — 2018;
- «Десять солоспівів на вірші японських поетів XVI—XVII ст. у перекладі М. Лукаша» для сопрано з фортепіано — 2000; https://www.youtube.com/watch?v=0dNmC6zwdgY
- «Теплі пісні на вірші Валентини Антонюк» для сопрано з фортепіано — 2005; https://www.reverbnation.com/valeriyantonyuk/song/30285965-valeriy-antonyuk-warm-songs-on
- «Паралелі»: 5 пісень для сопрано і фортепіано на вірші І. Анненського, 1997—2014;
- «Омріяна Незбагненність» (для струнного оркестру), 2016; https://soundcloud.com/valeriy-antonyuk/cherished-inscrutability-for-string-orchestra [Архівовано 17 березня 2022 у Wayback Machine.]
- «Відображення Пізньої Осені» для бас-кларнета соло, 2017; https://soundcloud.com/valeriy-antonyuk/the-reflections-of-late-fall-for-bass-clarinet
- «Блиск» для бас-кларнета соло, 2017; https://soundcloud.com/valeriy-antonyuk/valeriy-antonyuk-brilliance-for-bass-clarinet
- «Невидимі Образи» для бас кларнета й струнного оркестру, 2017;
- «Лабіринти Часу» для бас кларнета й фортепіано, 2017;
- «Позапросторова Луна» для кларнета соло — 2018;
- «Moderato» для кларнета й фортепіано — 2018;
- «Сад Райських Птахів» для дуету арф, 2015 - 2024; https://www.youtube.com/watch?v=SJWxLEA0nWI
- «Lento di molto» для альта з фортепіано — 2015;
- «Своєчасність» для альта з фортепіано — 2015;
- «Яскраві Спогади» для альта й фортепіано, 2015;
- «Poco Crescendo» для альта й струнного оркестру, 2017; https://www.youtube.com/watch?v=K_p2tindIF8
- «Рондо» для струнного дуету (скрипка і віолончель), 2016;
- «П'ять танців для солюючих струнних інструментів (скрипка, альт, віолончель, контрабас), клавесина та струнного оркестру», 2016; https://www.youtube.com/watch?v=bGM5hfH8ews
- «Бурлеск» для квінтету мідних духових, 2015;
- «Карнавал» для тріо мідних духових, 2015;
- «Святкова Полька» для квартету бас кларнетів;
- «Позитивний Момент» для квінтету духових — 2015;
- «Проста Мелодія» для квартету бас кларнетів — 2017;
- "П'ять Спалахів для сопрано, струнного оркестру та фортепіано", 2022; https://www.youtube.com/watch?v=kjY_LSVQajg
- «Теплі Відтінки» (для квартету кларнетів), 2016;
- «Романтичний Момент» для флейти соло — 2014;
- «Іронічний Момент» для фагота соло — 2014; https://www.youtube.com/watch?v=lYqXBddSLIQ
- «Момент Джазу» для кларнета соло — 2014;
- «На Самоті» для труби та фортепіано — 2014—2018;
- «Непочуті Молитви» для скрипки соло — 2017;
- «12 тональних прелюдій» для органа соло — 2015; https://soundcloud.com/valeriy-antonyuk/12-tonal-preludes-for-organ
- «Пассакалія Ре мінор» для органа соло — 2015; https://www.youtube.com/watch?v=PDGtbZbhjlI
- «Сцена» для органа соло — 2015;
- «Фантазія» для органа соло — 2015; https://www.reverbnation.com/valeriyantonyuk/song/29009034-fantasy-for-organ-solo
- «Молитва» для органа соло — 2015; https://www.reverbnation.com/valeriyantonyuk/song/30370447-prayer-for-organ-solo [Архівовано 17 березня 2022 у Wayback Machine.]
- «Дитячий альбом»: 13 п'єс для фортепіано, 2015;
- «16 витончених мелодій для дітей» (фортепіано), 2016;
- «Дитячий альбом»: 15 п'єс для скрипки соло, 2016;
- «10 Вправ для альта»: дитячий альбом, 2016;
- «11 маленьких прелюдій для дітей» (віолончель), 2016;
- «Вокаліз» для голосу та фортепіано, 2017;
- «Каприччіо» (для класичної гітари соло), 2017;
- «Адажіо» (для класичної гітари з струнним оркестром), 2017; https://www.youtube.com/watch?v=z4S_8lBYNkU
- «Allegro» для тріо дерев'яних духових, 2018;
- П'ять пісень без слів для струнних, 2020; https://www.youtube.com/watch?v=2YK_ZE2-qo4
- «Ноктюрн» для арфи соло, 2023 - 2024; https://www.youtube.com/watch?v=m4t_y4eqZ9o

- Тридцять пісень на власні слова, аранжированих у стилі поп-рок (українською та англійською мовами).

Партитури В. Антонюка видані ексклюзивно японським видавництвом Da Vinci Edition можна переглянути на офіційній сторінці композитора: https://davinci-edition.com/composer/valeriy-antonyuk/ [Архівовано 12 червня 2018 у Wayback Machine.]
Офіційна Facebook сторінка композитора: https://www.facebook.com/composerantonyuk/ [Архівовано 13 березня 2022 у Wayback Machine.]